# Antonio de Noli
Antonio de Noli (nacido en 1415 o posiblemente en 1419 en Valleregia (Serra Riccò), Génova - fecha y lugar de fallecimiento desconocidos) fue un noble y explorador italiano del siglo XV, distinguido por su descubrimiento, en nombre de Enrique el Navegante, de algunas islas de Cabo Verde, entre 1456-60, y por haber sido nombrado por el rey Afonso V primer gobernador de la primera colonia europea de ultramar en el África subsahariana. En la mayoría de los libros de historia o geografía, incluidas crónicas antiguas y enciclopedias, se le menciona como Antonio de Noli, así como en la información oficial del Gobierno de Cabo Verde o en artículos sobre la historia o referencias de Cabo Verde. En Italia se le conoce también como Antonio da Noli y algunas veces como Antoniotto Usodimare.

## Biografía
Antonio de Noli nació en una familia patricia en Génova, Italia, como hacen referencia fuentes antiguas de la época. Por ejemplo, el historiador de los reyes portugueses, João de Barros, ya afirmó en 1552 que Antonio Noli había nacido en Génova, y «de sangre noble». Historiadores modernos e investigadores también mencionan a Antonio Noli como genovese o genoese, como por ejemplo, Dumoriez (1762), Thomas (1860), Hamilton (1975), Diffie y Winius (1977) o Irwin y Wilson (1999). También se ha propuesto que Antonio de Noli habría nacido en Noli (Savona) Italia.
En Génova Antonio de Noli fue oficial de la marina y tuvo educación como cartógrafo. Miembros de su familia habían figurado en gobiernos anteriores de Génova, como el caso de Giacomo de Noli, miembro del Consejo de los Doce Ancianos en la ciudad de Génova durante el gobierno de Nicolás de Guarco en 1380, gobierno en el que también participaron los Fieschi. A mediados del siglo XV, y con motivo de las luchas políticas entre las facciones de la nobleza, Fregoso y Adorno, disputándose el gobierno de Génova —y que tuvieron consecuencias para los De Noli— los hermanos Antonio y Bartolomeo de Noli (abogado en Génova), acompañados por el hijo de este último, Rafael, zarparon con una pequeña escuadra de tres navíos rumbo a España y Portugal. En Portugal finalmente obtuvieron asilo político del Infante Enrique de Avis y Lancaster (Enrique el Navegante), y empleo calificado en el complejo de estudios geográficos y oceanográficos conocido como Escuela de Sagres, que fuera fundado y dirigido por el Infante. Enseguida Antonio se comprometió en las exploraciones en Ultramar de Enrique el Navegante. Desde 1462 hasta 1496 fundó y fue el capitán de Ribeira Grande (hoy Cidade Velha), en el extremo sur de la isla Santiago.
La familia de Noli se cree que tenía antiguas raíces en «la pequeña ciudad y castillo de Noli». En el siglo XIV había dos ramas principales de la familia Noli en el norte de Italia, que compartían un origen pre-medieval en el antiguo territorio de Noli (provincia de Savona). Una rama se estableció en Génova, Liguria, y la otra en Novara, Piamonte, donde los Noli («famiglia di signore») habitaron el Castillo de Cameriano a principios del siglo XV. También se registró que los miembros de la familia Noli establecidos en Génova participaron en el gobierno ya en el siglo XIII, como por ejemplo como «Consigliere della Signoria» en 1261. En 1382 Giacomo de Noli (antepasado del capitán Antonio de Noli) fue designado como un miembro de los Doce-Ancianos del Consejo de Génova («XII-Anziani del Comune») bajo la dirección del duque Nicolás de Guarco. Cuando Nicolás de Guarco se hizo cargo de Génova después de los Fregoso, en 1378, fueron «nombrados en cargos de confianza los nobles que habían sido descuidados en las administraciones anteriores», y por tanto, también nombró a los Fieschi. La participación de los de Noli en el gobierno de Guarco de Génova, en alianza con los Fieschi, tendría, años después, consecuencias dramáticas para Antonio de Noli y su hermano Bartolomé. Aquellas primeras asociaciones políticas de Noli en Génova proporcionan una base útil para explicar tanto su salida forzada al exilio en Portugal en 1447, así como las circunstancias alrededor de la posterior repatriación de sus descendientes después de algunas décadas, primero en Cesena y finalmente de nuevo en su patria Génova.

## Descubrimientos
Algunos antiguos documentos históricos atribuyen a Antonio de Noli el descubrimiento de islas de Cabo Verde, supuestamente «las antiguas Hespérides de Plinio y Ptolomeo», de acuerdo con una carta regia (carta real) del 19 de septiembre de 1462, en que el rey Alfonso V el Africano le nombró gobernador de Cabo Verde. Es incierto que todas las islas de Cabo Verde fueran descubiertas por Antonio de Noli. Algunas de las islas se mencionan en una carta de donación de fecha 3 de diciembre de 1460, y el resto en el mencionado del 19 de septiembre de 1462. Noli reclamó haber descubierto el primer conjunto de islas, mientras que el segundo fue posiblemente encontrado por Diogo Gomes. Sin embargo los hechos en cuestión están mal registrados en los documentos de la época, una alternativa razonable sería que todas o algunas de éste segundo conjunto de islas fueran descubiertas por Diogo Dias, Diogo Afonso y Alvise Cadamosto. 
La carta real oficial de 29 de octubre de 1462 afirma que fue Diego Afonso, escribano del rey, quien había descubierto las otras (pasado) siete islas que se mencionan en la carta real del 19 de septiembre de 1462. Esta carta de 19 de septiembre de 1462 garantiza todas las islas de Cabo Verde a don Fernando y las otras siete islas son designadas, pero el descubridor no es citado. En esta carta el nombre de Antonio de Noli se da como el descubridor de las primeras cinco islas, siendo también la primera vez que se menciona por su nombre como el descubridor. La carta de 3 de diciembre de 1460 fue una concesión real al Infante Fernando el Santo después de la desaparición de su hermano Enrique el Navegante en 1460.

## Descendientes
El gobernador Antonio de Noli tuvo un hijo, Simone, que lo acompañó en sus exploraciones en Guinea y que posteriormente regresó a Italia estableciéndose en Cesena (región de Emilia Romana, vecina a la Liguria genovese), y una hija (Doña Branca de Aguiar) que permaneció en Cabo Verde. En 1476, al ser ocupadas las islas de Cabo Verde por fuerzas de Castilla durante la guerra portuguesa-castellana de 1475-79, el italiano Antonio de Noli permaneció como gobernador de Cabo Verde bajo bandera castellana. A raíz del Tratado de Alcáçovas y del restablecimiento del dominio portugués en las islas, el rey portugués mantuvo a Antonio de Noli como gobernador pero su mandato fue limitado. La gobernación de las islas recayó en 1497 en la hija de Noli, Branca, que se había casado con el noble portugués Dom Jorge Correia de Sousa, fidalgo da casa real). De esta manera, su hija Branca pudo mantenerse como aparente heredera en el gobierno de la Colonia de Cabo Verde, por condición del rey, pero solamente como esposa de un noble portugués, una medida tomada por la Corona para en parte asegurarse el mando militar portugués de las islas en la eventualidad de nuevas guerras con Castilla, y en parte para asegurar la transferencia del dominio a manos portuguesas de las plantaciones de azúcar y algodón propiedad de los De Noli y obtenidas en sus orígenes bajo la forma jurídica de lord-propietor.
A partir de ese momento, del paradero de Antonio Noli —incluyendo a su desaparición o la localización de su hijo y descendientes, o de su fortuna (así como de su hermano Bartolomé o sobrino Rafael)— no hay registros ni en Portugal, Cabo Verde o España. Los Noli en ese momento (1497) seguían teniendo prohibida por razones políticas el regreso a Italia vía Génova. 
En 2008 se encontró en el Biblioteca Malatestiana en Cesena, Italia, varios manuscritos que indican la presencia de la familia de Noli en Cesena a finales de mil cuatrocientos, y no antes. Entre los manuscritos de la Biblioteca Malatestiana se encontraron también dos documentos separados que representan el escudo de armas de la familia Noli. En uno de estos manuscritos se escribe bajo el escudo de armas Noli «Famiglia Noli oriounda». La referencia a "oriunda" significa en este contexto "no de Cesena", por lo que "viene de un territorio exterior". La primera entrada de los Noli en los manuscritos de Cesena se refiere a "Simone de Antonio Noli Biondi", lo que indica —de acuerdo a la denominación de la praxis en el momento— que Antonio Noli era su padre. Más tarde, y con el nombre de Simone de Noli Biondi se le menciona en otro manuscrito como miembro del Consejo de Cesena (Consiglio di Cesena) en 1505. La misma posición se menciona en años posteriores de otros dos descendientes de Noli, Antonio Noli de Tregga rotta en 1552 y Antonio de Noli Biondi en 1556. Este Antonio de Noli cesó como miembro del Consejo de Cesena en 1558 y tras ello se informó en un manuscrito Malatestiana de la familia de Noli como "extinta" en Cesena. Sin embargo, pocos años después descendientes de un Antonio de Noli, aparecen otra vez viviendo en el norte de Génova (Valleregia, Serra Ricco). El primer registro de los de Noli en el libro de familia de la parroquia Valleregia del período tuvo lugar en 1586. Las entradas muestran los nombres de Antonio de Noli, Bartolomé, Simone, Rafael, y otros conocidos nombres utilizados en la generación anterior del navegante Antonio de Noli y sus descendientes. Los descendientes de la familia de Noli se establecieron de nuevo en la aldea de Noli en el norte de Génova (La frazione di Noli al comune di Serra Ricco). Como la mayoría de las familias de Noli con ascendencia de Liguria, el escudo de armas de la familia de Antonio de Noli y sus descendientes lleva los colores rojo y blanco de la antigua ciudad de Noli, Génova y Savona. 

## Trivia
Durante la Segunda Guerra Mundial, un destructor italiano fue nombrado Antonio da Noli. Se hundió tras chocar contra una mina cerca de la costa de Córcega el 9 de septiembre de 1943, el día después de la rendición italiana a los aliados.